# Patrick Altman
Patrick Altman, né en 1950 à Paris, est un artiste et un photographe québécois qui vit à Québec depuis 1958.

## Biographie
Patrick Altman est un des membres fondateurs de la revue Inter, art actuel publiée depuis 1978. Il explore l'installation photographique et s'intéresse particulièrement à la mémoire collective par ce médium. Il détourne des archives photographiques afin de leur trouver de nouveaux sens et lectures. En 1997, il remporte le Prix d'Excellence des Arts et de la Culture : Prix Révélation Videre (Manifestation internationale d'art de Québec). 
Il a été photographe en chef au Musée national des beaux-arts du Québec pendant plus de trente-cinq ans. Il s'intéresse au détournement des normes et des pratiques muséales en intégrant des pistes de lecture pour le spectateur. Les documents d'archives sont un terrain d'exploration à ses investigations photographiques. Ses œuvres, parfois éphémères, ont été présentées dans plusieurs pays dont la Croatie, la Pologne, la Belgique et Cuba.

## Critiques
- « Mais la photographie d’Altman n’est pas seulement indice du temps et du lieu. Elle est une réflexion beaucoup plus complexe sur la perception – celle du monde externe comme celle de l’art[8]. »

## Œuvres et installations photographiques
- Images de Grèce, (duo avec Jean-Guy Kérouac), avril 1978, Galerie du Grand Théâtre de Québec
- Québec vu par.., (prises de vue contemporaines en parallèle avec des photographies anciennes de la Ville de Québec, 1979, Musée du Québec
- Photo Sculpture, Musée régional de Rimouski, 1991 (exposition itinérante)
- Traversée des mirages. Photographie du Québec, 1992, Fonds régional d'art contemporain de Champagne-Ardenne
- Chambre 309, 1993, Événement du 15e anniversaire, Chambre blanche[9]
- Venise revisitée 1, 1993
- Venise revisitée 2, 1993
- Venise revisitée 3, 1993
- Réparation de poésie, mai 1991, Regart, centre d'artistes en art actuel
- Emprunts, (avec Cheryl Simon et Robert Tomb), janvier 1995, Galerie Vox
- Œuvres oubliées, 1996
- La photo s'installe objets des temps perdus, Maison Hamel-Bruneau, 1996[10]
- 3 x 3 paysages, 1997
- Installation In situ (solo), septembre 1997, Fonds régional d'art contemporain de Normandie-Caen
- Sans titre, 1998
- Les faux fuyants, 1999
- Fascine du musée, mai 2000, Musée régional de Rimouski
- Installation, 2000, Collège d'art de Tainan, Taïwan
- Les tableaux, 2001
- Les jardins gris, 2002
- Paysages déchirés, 2004
- Toile sur toile, 2007-2011
- Installation, 2008, Fototeca de Cuba, La Havane, Cuba
- Les Palissades, Projet pour Ex Muro, Le Diamant, Québec, 2017-2018

## Musées et collections
- Bibliothèque et Archives nationales du Québec, Montréal
- Centre canadien d'architecture, Montréal
- Centre VU, Québec
- Musée national des beaux-arts du Québec[11]